# Мухи (пьеса)
«Му́хи» (фр. Les Mouches) — пьеса Жана-Поля Сартра, написанная в 1943 году.

## Сюжет
В основе пьесы лежит сюжет об Оресте. Орест возвращается в Аргос, где правит убийца его отца Эгисф и мать Клитемнестра. Сестра Ореста Электра находится у них в услужении. В городе царит уныние, люди испытывают раскаяние за свои грехи и грехи Эгисфа. Юпитер насылает на город мух-Эриний, которые не дают людям прекратить терзаться. Орест убивает Эгисфа и Клитемнестру, за ним охотятся Эринии, но Орест как флейтист уводит Эриний из города, спасая тем самым его.